# 津久井萌
津久井 萌（つくい もえ、2000年3月28日 - ）は、日本のラグビーユニオン選手。女子ラグビーワールドカップ2017にて日本代表の全試合に先発出場し、大会の「ベスト15」を獲得した。

## 生い立ち
群馬県・高崎市で誕生。5歳の時に、1歳上の兄の影響でラグビーユニオン競技を始め、高崎ラグビースクールに通い始めた。中学校時代は陸上競技部に入り、主に800メートル走を担当した。
進学先の東京農業大学第二高等学校では男子とともにプレー。
2016年春には3ヶ月にわたるニュージーランド留学を経験し、パスの精度やスクラムハーフとしての判断力を磨いた。

## 2017年ワールドカップ
2016年9月、日本代表の有水剛志ヘッドコーチは津久井のプレーを見て、代表に抜擢した。同年12月のワールドカップ2017アジア・オセアニア予選のフィジー戦で先発し、16歳8か月という史上最年少での日本代表デビューを果たした。
ワールドカップ本戦では9番スクラムハーフとして5試合すべてに先発。男女を通じてワールドカップ史上最年少の17歳4か月での出場となった。この大会で津久井は、身長152センチメートル、体重53000グラムという最も小柄な選手であった。
大会後、ワールドラグビーのテレビコメンテーター陣の投票により、ドリームチーム（大会ベスト15）の1人に選出された。

## 2021年ワールドカップ
2022年9月、ラグビーワールドカップ2021の女子日本代表に選ばれた。ワールドカップ本戦では21番スクラムハーフとして3試合すべてに出場。